# 抗疟药
抗疟药（antimalarial drug）是治疗或预防疟疾的藥物。代表药物有奎宁、氯喹、青蒿素等。
抗瘧藥根据作用不同，可分為三大類：
- 控制疟疾症状的抗疟药（杀灭红细胞内期裂殖体），如：青蒿素、咯萘啶、哌喹。
- 防止疟疾復发与传播的抗疟药（杀灭肝脏中休眠子，大多也能杀灭配子体预防传播），如：伯氨喹。
- 用于预防疟疾感染的抗疟药（杀灭红细胞外期的子孢子），如：乙胺嘧啶[2]。